# Poor and Stupid
Poor and Stupid is de 8e aflevering van het 14e seizoen van South Park. Eric Cartman wil graag coureur worden in NASCAR maar hij is bang dat hij niet arm en dom genoeg is om te slagen in de autosport.

## Verhaal
Eric Cartman vertelt huilend aan Kyle en Stan dat hij een droom heeft, waarvan hij weet dat deze nooit uit zal komen. De jongens voelen met hem mee en overtuigen hem dat al zijn dromen uit kunnen komen. Cartman slaat boos op een kluisje en roept dat hij niet arm en dom genoeg is om NASCAR-coureur te worden. Kyle wordt boos en zegt dat Eric wel degelijk dom en arm is. Ten onrechte denkt Eric dat dit een aanmoediging is om zijn droom na te jagen en hij besluit al zijn geld weg te geven en 'domme' televisieseries zoals Two and a Half Men non-stop te kijken om arm en dom te worden. Wanneer hij een reclame ziet voor een vaginale zeep, die waarschuwt dat het product mogelijk tot geheugenverlies kan leiden, besluit hij hele tubes van dit Vagisil product op te eten. Eric denkt dat hij nu klaar is om te racen in NASCAR. Met een smoesje lokt Butters een echte NASCAR-coureur uit zijn auto en neemt Cartman zijn plaats in tijdens een race. Hij veroorzaakt vrijwel meteen een enorme ravage en zijn auto belandt ondersteboven in een vijver. In het ziekenhuis vertelt een dokter hem dat stiekem een circuit opklimmen en een auto stelen misschien wel het domste is dat iemand ooit heeft gedaan. Dit ziet Eric wederom als motivatie om toch door te zetten.
Cartmans stunt tijdens de race heeft de aandacht getrokken van de CEO van Vagisil, die besluit een echte NASCAR-auto te sponsoren voor Eric. Ondertussen is Kenny het beu dat Eric zijn geliefde sport belachelijk maakt. Na een persconferentie met alle coureurs waar Eric Danica Patrick, Dale Earnhardt jr. en andere coureurs belachelijk maakt, besluit hij een video te maken waarin hij Barack Obama uitscheldt. Hij wil zo bewijzen dat hij dom genoeg is om mee te doen in NASCAR. Voor Kenny is de maat vol, hij besluit naar de volgende NASCAR-race te gaan en Eric te beletten mee te doen.
De CEO van Vagisil herhaalt meermalen op televisie dat hij Vagisil ontworpen heeft vanwege zijn vrouw, wier vagina volgens hem zo erg stinkt dat hij er iets aan moest doen. Kenny klimt op de auto van Eric tijdens de race en probeert hem te laten stoppen. Eric remt abrupt en Kenny wordt op het circuit geslingerd. De laatste twee coureurs die nog meedoen crashen in een poging Kenny te ontwijken. Zonder tegenstanders lijkt Eric op weg om de race te winnen.
De vrouw van de Vagisil-CEO is echter het geklaag van haar man zo zat, dat ze een auto van een van de uitgeschakelde coureurs overneemt en Cartman verslaat. Cartman besluit de aflevering met de opmerking dat hij toch echt te slim en rijk is om een NASCAR-coureur te zijn.

## Reactie
Jeff Gordon, een van de coureurs die gepersifleerd wordt in de aflevering, zei dat hij geen bezwaren had tegen Poor and Stupid. Volgens hem genereert de aflevering aandacht voor NASCAR.